# Peter Cklamovski
Peter Cklamovski – em macedônio/macedónio:  Петар Чкламовски (Sydney, 16 de outubro de 1978) é um ex-futebolista e treinador de futebol australiano de ascendência macedônia que jogava como meio-campista. Atualmente comanda a Seleção Malaia.
Ficou mais conhecido por auxiliar Ange Postecoglou tendo contribuído para melhorias no futebol australiano, incluindo a conquista da Copa da Ásia de 2015 e as campanhas dos Socceroos na Copa de 2014 e na Copa das Confederações de 2017.

## Carreira de jogador
Como jogador, Cklamovski defendeu Rockdale City Suns, Bonnyrigg White Eagles e Hajduk Wanderers entre 2001 e 2002. Sua carreira foi encerrada com apenas 23 anos, após um acidente de carro.

## Carreira como treinador
Entre 2008 e 2014, trabalhou como auxiliar-técnico do Panachaiki, então na terceira divisão grega e como preparador físico no Perth Glory, Adelaide United e Melbourne Victory, voltando a ser auxiliar na Seleção Australiana até 2017 (deixou o cargo juntamente com o técnico Ange Postecoglou), ano em que também foi técnico da equipe Sub-17.
Em fevereiro de 2018, retomou a parceria com Postecoglou no Yokohama F. Marinos, que venceria a J-League um ano depois com ambos na comissão técnica. Cklamovski deixou o Marinos em janeiro de 2020 para sua primeira experiência como técnico principal no Shimizu S-Pulse, onde chegou para mudar o estilo de jogo da equipe, na tentativa de agradar os torcedores. A pandemia de COVID-19 interrompeu a temporada por 4 meses e a J-League decidiu que nenhuma equipe seria rebaixada, o que salvaria o Shimizu ao final do campeonato (o time venceu apenas 3 jogos, empatou 5 e sofreu 20 derrotas), e Cklamovski saiu em novembro de 2020, voltando à ativa em abril de 2021 para comandar o Montedio Yamagata na J2 League. Sob o comando do australiano, o Montedio terminou em sétimo, sexto e quinto lugares durante o período em que Cklamovski passou pelo time, e seu desempenho chamou a atenção do FC Tokyo, que o contratou em junho de 2023 para substituir o espanhol Albert Puig. Permaneceria por mais um ano e meio no Gas, treinando o clube em 65 partidas. Saiu do FC Tokyo em dezembro de 2024, depois de ter sido anunciado como novo técnico da Seleção Malaia, com o objetivo de classificar os Tigres para a Copa da Ásia de 2027.

## Títulos

### Como auxiliar-técnico
Seleção Australiana
- Copa da Ásia: 2015

Yokohama F. Marinos
- Campeonato Japonês: 2019

### Individuais
Montedio Yamagata
- Treinador do Mês da J2 League: 2021